# Кума (річка, Росія)
Кума́ — річка в Росії на Північному Кавказі. Довжина 802 км, площа басейну 33,5 тисячі км².
Бере початок на північному схилі Скелястого хребта. Від села Верхня Мара в Карачаєво-Черкесії до Мінеральних Вод Кума — гірська річка. Від Мінеральних Вод до Нефтекумська — рівнинна, з безліччю єриків та зрошувальних каналів. Від Нефтекумська розпочинається дельта по Прикаспійській низовині з декількома гирлами, які як правило не досягають Каспійського моря.
Середня витрата води 10—12 м³/с біля станиці Суворівської. Живлення головним чином снігове і дощове. Замерзає в кінці листопада — на початку грудня, розкривається на початку березня. Характерні високі весняні паводки.

## Притоки
- Подкумок
- Золка
- Дарина
- Суркуль
- Сухий Карамик
- Мокрий Карамик
- Томузловка
- Мокра Буйвола.

## Зрошувальні канали
- Терсько-Кумський канал
- Кумо-Маницький канал

## Водосховище
Отказненське восховище

## Міста і селища
- станиця Суворовська
- місто Мінеральні Води
- станиця Александрійська
- село Краснокумське
- село Солдато-Александровське
- місто Зеленокумськ
- село Прасков'я
- місто Будьонновськ
- село Лєвокумське
- село Іргакли
- місто Нефтекумськ
- село Отказне